# Everybody’s Motor Car Manufacturing Company
Everybody’s Motor Car Manufacturing Company war ein US-amerikanischer Hersteller von Automobilen.

## Unternehmensgeschichte
Das Unternehmen wurde im März 1907 in St. Louis in Missouri gegründet. Im gleichen Jahr begann die Produktion von Automobilen, zunächst im Werk der Success Auto-Buggy Manufacturing Company. Der Markenname lautete Everybody’s. Anfang 1909 wurde eine eigene Fabrik bezogen. Wenig später endete die Produktion.

## Fahrzeuge
Im Angebot stand nur das Model C. Es hatte einen Zweizylindermotor mit 10 PS Leistung. Er trieb über ein Friktionsgetriebe und zwei Ketten die Hinterachse an. Das Fahrgestell hatte 198 cm Radstand. Der einzige Aufbau war ein zweisitziger Runabout. Das Leergewicht war mit 363 kg angegeben.